# Bruno Senna
Bruno Senna Lalli (São Paulo, 15 de outubro de 1983) é um automobilista brasileiro, ex-piloto de Fórmula 1, e atualmente piloto de WEC, Campeonato Mundial de Endurance. Bruno Senna é filho de Viviane Senna e sobrinho do tricampeão mundial de Fórmula 1, Ayrton Senna. O piloto disputou em 2009 a Le Mans Series, categoria em que são disputadas provas de longa duração em carros super-esportivos.

## Carreira

### F-3

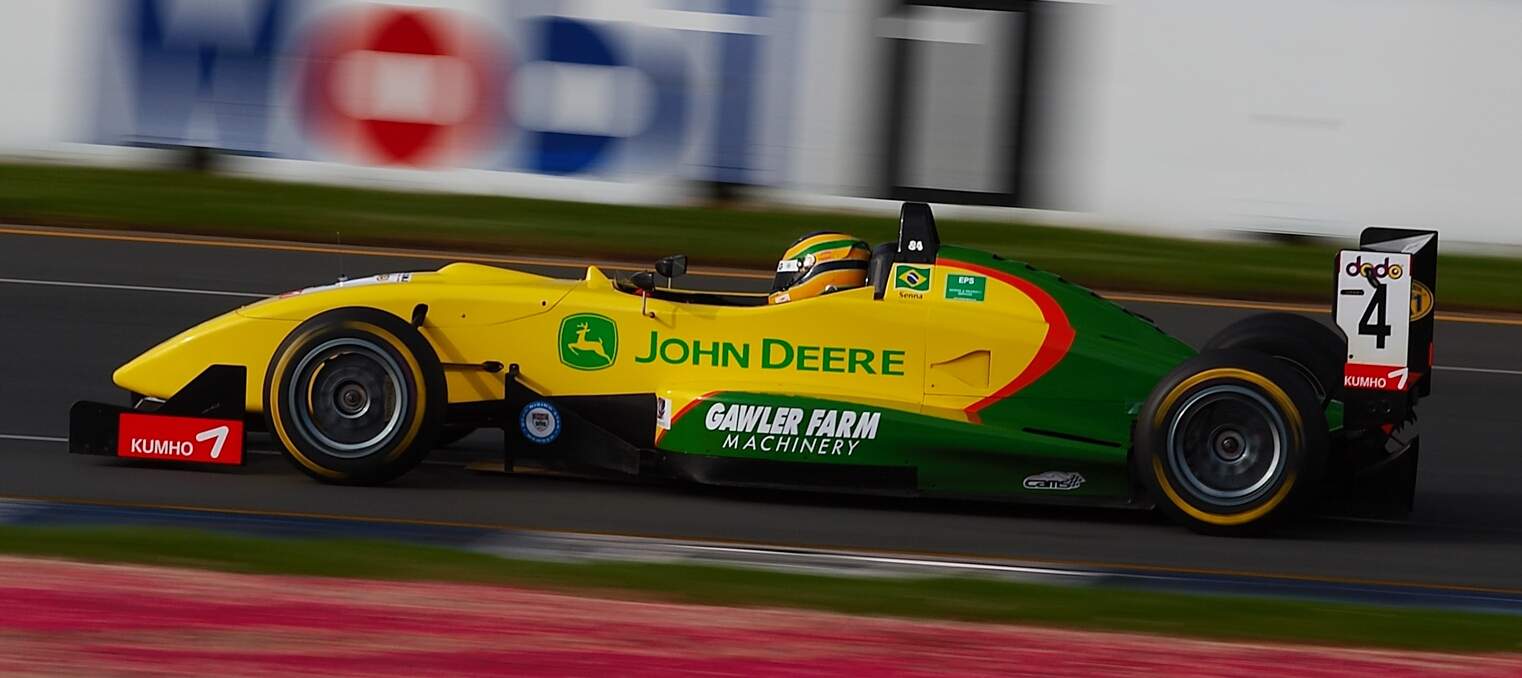
Bruno Senna numa corrida de Fórmula 3 na Austrália, em 2006.

Bruno iniciou no automobilismo dez anos depois da morte de seu tio, Ayrton Senna. Os resultados, no começo, não foram bons. Bruno atuou em algumas corridas em categorias pequenas, e posteriormente, no ano de 2005, atuando na F-3 em uma equipe mediana, obteve ótimos resultados, inclusive vencendo corridas. Em 2006, Bruno teve ótimos resultados: correndo pela equipe do ex-piloto de Fórmula 1, Kimi Räikkönen, conseguiu três vitórias nas três primeiras corridas da temporada, mas problemas no carro e erros do piloto o levaram à terceira posição na classificação final do campeonato.

### GP2
Bruno Senna estreou na Formula GP2 em 2007, ano em que conquistou uma vitória e três pódios em torno de dez corridas, na equipe de ponta Arden Grand Prix. Em 2008, Bruno estreou pela ISport International, equipe do ex-campeão de 2007, Timo Glock - a melhor da temporada. Bruno ficou em 2º na classificação geral de pilotos na categoria, perdendo o campeonato para Giorgio Pantano.

### Le Mans Series
Em 2009, Bruno assinou com a equipe Oreca para correr na Le Man Series. Apesar de não ter experiência anterior com os velozes protótipos, Senna rapidamente integrou-se com o time francês de Hugues de Chaunac e, juntamente com seu parceiro, o experiente piloto monegasco Stéphane Ortelli, obteve um pódio na 3ª colocação logo na sua corrida de estréia, nos 1000 km da Catalunha, disputados em Barcelona.
Entre os dias 31 de julho e 2 de agosto de 2009, Bruno participou dos 1000 km do Algarve, terceira etapa da Le Mans Series, pela equipe Oreca. Nesta oportunidade, Senna formou dupla com o piloto português Tiago Monteiro, ex-Fórmula 1 e atualmente no WTCC pela Seat, no Oreca 01 AIM nº 10. A dupla terminou em terceiro lugar.

### Fórmula 1
Em novembro de 2008, Bruno chegou a testar o carro da Honda. No entanto, em 5 de dezembro de 2008, a Honda anunciou sua retirada da Fórmula 1, em busca de um possível comprador.

#### 2010
Em 16 de outubro de 2009, Bruno foi anunciado pelo diário esportivo "AS" como piloto da equipe espanhola Campos Grand Prix. A equipe confirmou a informação no dia 31 de outubro de 2009 e a apresentação oficial do piloto pela Campos se deu em 10 de novembro de 2009, na cidade espanhola de Murcia, durante uma coletiva de imprensa. Em fevereiro de 2010, devido a problemas financeiros, a equipe foi vendida ao empresário espanhol José Ramón Carabante e rebatizada Hispania Racing.
Após nove etapas, o piloto brasileiro não participou do Grande Prêmio da Inglaterra, dando lugar ao japônes Sakon Yamamoto. Bruno, no entanto, voltou a assumir sua posição como piloto titular durante todas as demais etapas do campeonato. Com um carro extremamente limitado, Bruno terminou a temporada sem marcar pontos. Seu melhor resultado foi a décima quarta colocação no Grande Prêmio da Coreia do Sul.

#### 2011
No final de janeiro de 2011, Bruno foi anunciado como piloto reserva da Lotus Renault. Após o acidente do piloto titular da equipe, Robert Kubica, em um rali durante a pré-temporada, Bruno chegou a ser cogitado para substituí-lo, no entanto, o alemão Nick Heidfeld acabou ficando com a vaga de titular.
Em 24 de agosto de 2011, foi confirmado pela Lotus Renault como piloto titular para o Grande Prêmio da Bélgica, substituindo Heidfeld. Na corrida, ele largou em 7º, mas colidiu com Jaime Alguersuari logo na primeira curva, sendo punido por isso no decorrer da prova. Bruno cruzou a linha de chegada na décima terceira colocação.
No dia 2 de setembro de 2011, após um acerto de rescisão contratual entre o piloto Nick Heidfeld e a equipe Lotus Renault, Bruno foi confirmado como piloto titular para o restante da temporada.
Em 11 de setembro, Bruno conquistou os primeiros pontos na carreira ao chegar em nono lugar no Grande Prêmio da Itália.

#### 2012

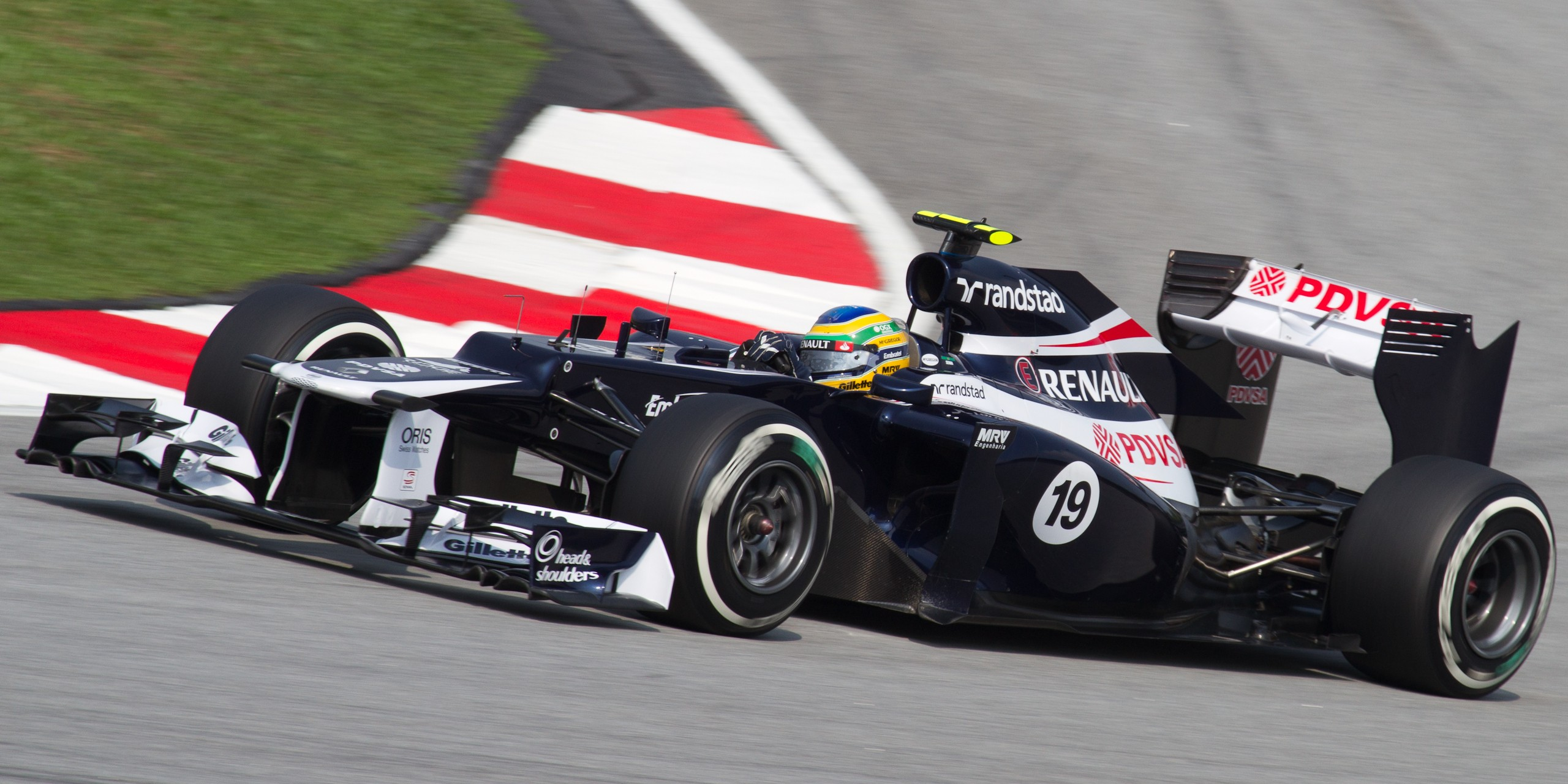
Bruno Senna pilota pela Williams durante os treinos do Grande Prêmio da Malásia de 2012

Em 17 de janeiro de 2012, a equipe WilliamsF1 anunciou o piloto brasileiro como titular para a temporada 2012 na vaga de Rubens Barrichello. No dia 25 de março, Bruno alcançou sua melhor colocação ao chegar em sexto lugar no Grande Prêmio da Malásia. Alguns meses depois, cravou a volta mais rápida na Etapa da Bélgica, realizada no circuito de Spa-Francorchamps, com o tempo de 1:52.822.
Apesar dos bons resultados e de ter pontuado mais regularmente que seu companheiro de equipe, o venezuelano Pastor Maldonado, Bruno foi dispensado pela equipe Williams ao final da temporada para dar lugar ao finlandês Valtteri Bottas, que vinha sendo o piloto de testes da equipe até então.

### World Endurance Championship

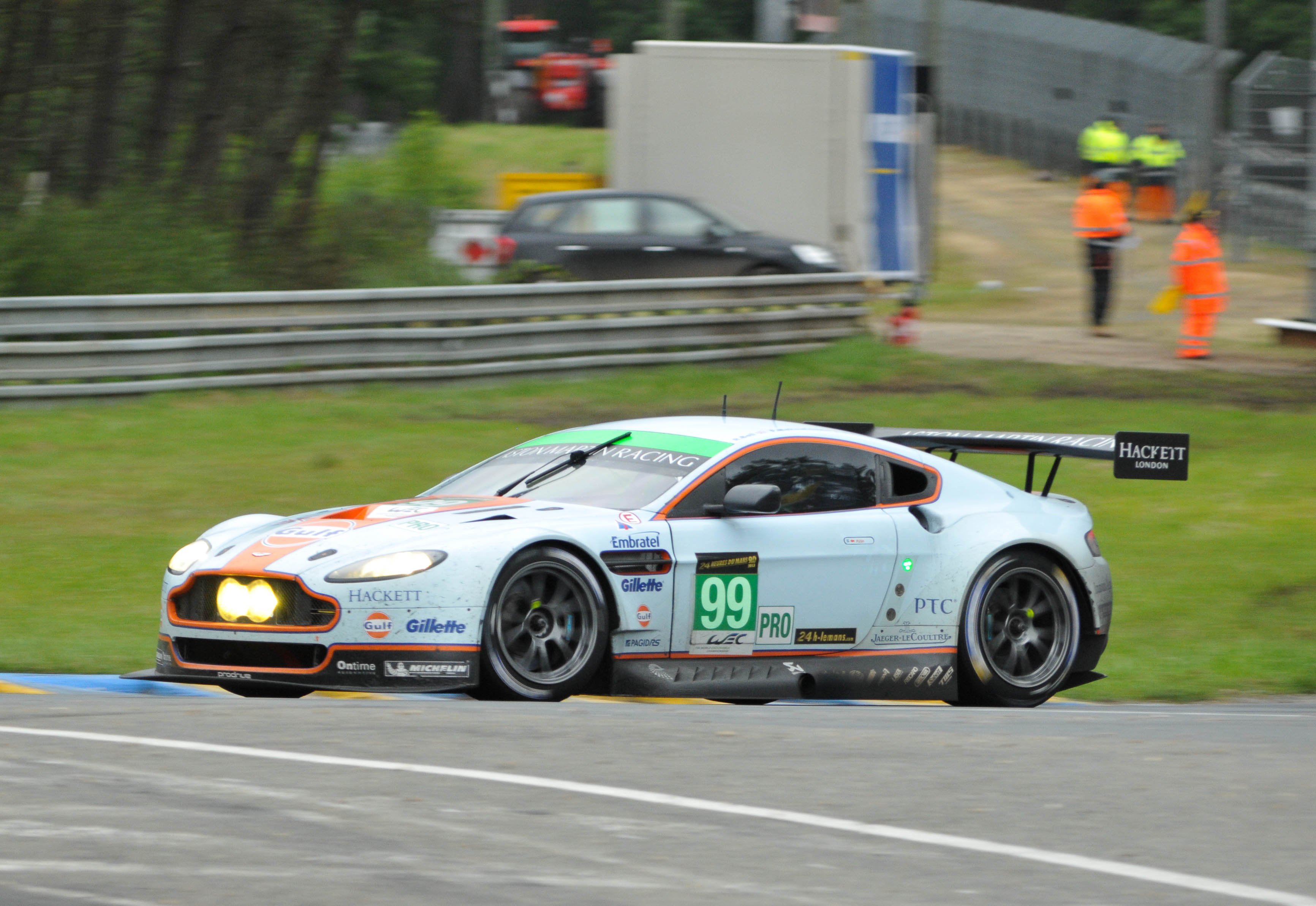
Bruno Senna das 24 Horas de Le Mans de 2013.

#### 2013
Sem espaço na Fórmula 1, Bruno Senna buscou uma vaga em outras categorias europeias. Após testar um Mercedes-Benz da DTM, ele escolheu seguir sua carreira no emergente Campeonato Mundial de Endurance, que nada mais é que uma tentativa da FIA em reeditar o empolgante Mundial de Esportes Protótipos das décadas de 70 e 80 e que foi criada tomando por base a Le Mans Series, categoria na qual o Bruno correu em 2009.
Ele assina com a equipe oficial da Aston Martin para correr na categoria GT-Pro.
A escolha tem se demonstrado acertada até o momento, já que o mesmo reencontrou o caminho da vitória e vem apresentando bons desempenhos.
2017
Neste ano Senna sagrou-se campeão mundial na categoria LPM2 no FIA World Endurance Championship pilotando pela equipe Rebellion Racing e tendo como companheiros os franceses Julien Canal e Nicolas Prost. Bruno Senna tornou-se o segundo brasileiro a vencer no Mundial de Endurance, sendo o primeiro Raul Boesel pela equipe Jaguar em 1987.

#### Fórmula E
Bruno Senna correu por duas temporadas no Campeonato de Fórmula E, contudo não renovou o contrato com a Mahindra Racing para temporada 2016–17.

## Resultados na carreira

### Sumário
| Temporada | Categoria                                 | Equipe                      | GPs disputados | Vitórias | Pole positions | Voltas mais rápidas | Pódios | Pontos | Posição |
| --------- | ----------------------------------------- | --------------------------- | -------------- | -------- | -------------- | ------------------- | ------ | ------ | ------- |
| 2004      | Asian Formula Renault Challenge           | Shangsai FRD GT Tires Team  | 1              | 0        | 0              | ?                   | 1      | N/A    | NC†     |
| 2004      | Fórmula BMW UK                            | Carlin Motorsport           | 6              | 0        | 0              | 0                   | 0      | 6      | 21º     |
| 2005      | Campeonato Britânico de Fórmula 3         | Double R Racing             | 21             | 0        | 1              | 0                   | 3      | 75     | 10º     |
| 2005      | Masters of Formula 3                      | Double R Racing             | 1              | 0        | 0              | 0                   | 0      | N/A    | NC      |
| 2005      | Grande Prêmio de Macau                    | Double R Racing             | 1              | 0        | 0              | 0                   | 0      | N/A    | NC      |
| 2006      | Campeonato Britânico de Fórmula 3         | Räikkönen Robertson Racing  | 22             | 5        | 3              | 5                   | 9      | 229    | 3º      |
| 2006      | Masters of Formula 3                      | Räikkönen Robertson Racing  | 1              | 0        | 0              | 0                   | 0      | N/A    | 7º      |
| 2006      | Formula 3 Australian Grand Prix           | Bronte Rundle Motorsport    | 3              | 2        | 0              | ?                   | 3      | N/A    | NC†     |
| 2006      | Porsche Carrera Cup Germany               | EMC Buchbinder ARAXA Racing | 1              | 0        | 0              | 0                   | 0      | N/A    | NC†     |
| 2006      | Porsche Supercup                          | Porsche AG                  | 1              | 0        | 0              | 0                   | 0      | N/A    | NC†     |
| 2007      | GP2 Series                                | Arden International         | 21             | 1        | 0              | 0                   | 3      | 34     | 8º      |
| 2007      | Ferrari Challenge Europe – Trofeo Pirelli | Ferrari GB Dealer Team      | 2              | 2        | 2              | ?                   | 2      | N/A    | NC†     |
| 2007      | Grande Prêmio de Macau                    | Räikkönen Robertson Racing  | 1              | 0        | 0              | 0                   | 0      | N/A    | NC      |
| 2008      | GP2 Asia Series                           | iSport International        | 9              | 0        | 0              | 4                   | 2      | 23     | 5º      |
| 2008      | GP2 Series                                | iSport International        | 20             | 2        | 3              | 0                   | 6      | 64     | 2º      |
| 2009      | Le Mans Series                            | Team Oreca Matmut – AIM     | 3              | 0        | 0              | 0                   | 2      | 12     | 8º      |
| 2009      | 24 Horas de Le Mans                       | Team Oreca Matmut – AIM     | 1              | 0        | 0              | 0                   | 0      | N/A    | NC      |
| 2010      | Formula 1                                 | Hispania Racing Team        | 18             | 0        | 0              | 0                   | 0      | 0      | 23º     |
| 2011      | Formula 1                                 | Lotus Renault GP Team       | 8              | 0        | 0              | 0                   | 0      | 2      | 18º     |
| 2012      | Formula 1                                 | Williams                    | 20             | 0        | 0              | 1                   | 0      | 31     | 16º     |

† Como Senna foi um piloto convidado, ele estava inelegível para marcar pontos.

### Resultados na Fórmula 1
| Ano  | Equipe                | Chassi        | Motor                    | 1       | 2       | 3      | 4       | 5       | 6       | 7       | 8       | 9      | 10     | 11     | 12     | 13      | 14      | 15      | 16     | 17     | 18     | 19     | 20      | Classificação | Pontos |
| ---- | --------------------- | ------------- | ------------------------ | ------- | ------- | ------ | ------- | ------- | ------- | ------- | ------- | ------ | ------ | ------ | ------ | ------- | ------- | ------- | ------ | ------ | ------ | ------ | ------- | ------------- | ------ |
| 2010 | HRT F1 Team           | HRT F110      | Cosworth CA2010 V8       | BAR Ret | AUS Ret | MAL 16 | CHN 16  | ESP Ret | MON Ret | TUR Ret | CAN Ret | EUR 20 | GBR NP | ALE 19 | HUN 17 | BEL Ret | ITA Ret | SIN Ret | JAP 15 | COR 14 | BRA 21 | ABU 19 |         | 23º           | 0      |
| 2011 | Lotus Renault GP Team | Renault R31   | Renault RS27-2011 2.4 V8 | AUS NP  | MAL NP  | CHN NP | TUR NP  | ESP NP  | MON NP  | CAN NP  | EUR NP  | GBR NP | ALE NP | HUN NP | BEL 13 | ITA 9   | SIN 15  | JAP 16  | COR 13 | IND 12 | ABU 16 | BRA 17 |         | 18º           | 2      |
| 2012 | Williams F1 Team      | Williams FW34 | Renault RS27-2012 V8     | AUS 16  | MAL 6   | CHN 7  | BAR Ret | ESP Ret | MON 10  | CAN 17  | EUR 10  | GBR 9  | ALE 17 | HUN 7  | BEL 12 | ITA 10  | SIN 18  | JAP 14  | COR 15 | IND 10 | ABU 8  | EUA 10 | BRA Ret | 16º           | 31     |

### Resultados na Fórmula E
| Temporada | Equipe          | Chassis               | 1       | 2       | 3       | 4      | 5       | 6     | 7       | 8      | 9      | 10     |       | Classificação | Pontos |
| --------- | --------------- | --------------------- | ------- | ------- | ------- | ------ | ------- | ----- | ------- | ------ | ------ | ------ | ----- | ------------- | ------ |
| 2014–15   | Mahindra Racing | Spark-Renault SRT 01E | PEQ Ret | PUT 14† | PDE 6   | BUE 5  | MIA Ret | LBH 5 | MON Ret | BER 17 | MOS 16 | LON 16 | LON 4 | 10º           | 40     |
| 2015–16   | Mahindra Racing | M2 Electro            | PEQ 13  | PUT 5   | PDE Ret | BUE 10 | MEX 10  | LBH 5 | PAR 9   | BER 15 | LON 2  | LON 6  |       | 11º           | 52     |

Negrito - Pole Position
Itálico - Volta mais rápida
† –Não completou a prova, mas foi classificado pois concluiu 90% da prova.